# Лалетин, Иван Тихонович
Иван Тихонович Лалетин (1926—2006) — краевед, бессменный руководитель историко-патриотического общества «Краевед», заместитель председателя Союза краеведов края, член Совета Союза краеведов России, член Союза журналистов, член Русского Географического общества, член экспертного совета по охране памятников при краевом управлении культуры.

## Биография
Иван Тихонович Лалетин родился 10 июня 1926 г. в Новоселовском районе Красноярского края в семье крестьян.
Детство и юность Ивана Тихоновича прошли в с. Медведево, где ему пришлось работать в местном колхозе, за что он был удостоен первой государственной награды — медали «За доблестный труд в Великой Отечественной войне 1941—1945 гг.» В родном селе начались его первые опыты в краеведческой работе: участвовал в деятельности школьного историко-краеведческого кружка по изучению истории родного края и особенно с. Медведево. Занимаясь в кружке, он заинтересовался историей села: познакомился с документами, проводил записи воспоминаний старожилов и участников революционных событий, гражданской войны, коллективизации, Великой Отечественной войны.
В 1954 г. он окончил Абаканский финансовый техникум по специальности финансист, и в течение 10 лет работал ревизором, инспектором-контролером в Хакасском областном финансовом отделе.
В 1964 г. Иван Тихонович переехал в Красноярск, за его плечами был огромный опыт работы в Хакасском облфинотделе, учеба в Высшей партийной школе при ЦК КПСС, десятки опубликованных статей по истории Красноярского края.
На одной из отчетно-выборных конференций Иван Тихонович был избран членом краевого совета Общества охраны памятников. По его инициативе при краевом совете была создана краеведческая секция наряду с секциями исторической и архитектурной. Под его руководством в середине 70-х годов был создан клуб «Краевед», который впоследствии был преобразован в городское краеведческое общество, председателем которого он и был избран. В 1990 году по его инициативе в Красноярске была проведена краевая краеведческая конференция, на которой был создан Союз краеведов Красноярского края.
Основной темой публикаций краеведа И. Т. Лалетина была история села Медведево и Новоселовского района, которые представляют интерес для истории Сибири и всей России в целом. Ему удалось выяснить сведения о научных экспедициях, работавших в Новоселовском районе, в частности, в с. Медведево более двухсот лет назад, которые изучали природно-естественное состояние региона, население, его занятие, быт и нравы.
На счету Ивана Тихоновича сотни статей, заметок и других газетно-журнальных публикаций по истории Новоселовского района, исследования о возникновении сел и деревень.